# Зверобой недоразвитый
Зверобо́й недора́звитый (лат. Hypericum mutilum) — однолетнее травянистое растение, вид рода Зверобой (Hypericum olympicum) семейства Зверобойных (Hypericaceae).

## Ботаническое описание
Травянистое растение, голое, длина составляет 5—10 (иногда до 25) см. Стебель прямой, иногда восходящий, округлой формы, ветвистый, тонкий.
Листья продолговатой или яйцевидной формы, достигают 0,4—1,4 см в длину и 0,2—0,7 см в ширину, тупые, с большим количеством желёзок, просвечивающимися в виде точек, сидячие, практически стеблеобъемлющие, в основании находится 5 жилок, края листьев цельные.
Цветки многочисленные, в верхушечных полузонтиках располагаются по 3—7 цветков. Прицветники шиловидные, длиной 0,7—1 см. Цветоножка составляет в длину 1—6 мм. Чашелистники листовидные, линейные, ланцетной или обратно-ланцетной формы, наружные более широкие, чем внутренние; длина 1,8—2,5 мм, ширина 0,3—0,5 мм; островатые, края цельные. Желёзки просвечиваются на поверхности в виде точек и чёрточек. Лепестки светло-жёлтого цвета, продолговатой или струговидной формы, длиной 1,5—2 мм и шириной 0,5—0,7 мм, желёзки отсутствуют. На одном цветке располагается 5 лепестков. Тычинок 6 или 18 штук, они короче лепестков в два раза, практически свободные.
Завязь яйцевидной формы, одногнёздная, коричневого цвета, длиной 0,8 мм и шириной 0,5 мм. Столбиков 3, они короче, чем завязь в три раза. Коробочка яйцевидной или продолговато-яйцевидной формы, одногнёздная, коричневого цвета, длиной 2,5—3,5 мм и шириной 1,2—2 мм, немного длиннее чашечки. Семена мелкие, цилиндрической формы, длиной 0,4 мм, прямые, бурого или светло-коричневого цвета, с мелкими продольными ячейками. Плод — сухая коробочка. Цветение длится с июня по июль.
Вид описан из Виргинии.

## Экология и распространение
Зверобой недоразвитый обитает на болотах. Распространён в Канаде — провинции Нью-Брансуик, Ньюфаундленд, Новая Шотландия, Онтарио, Остров Принца Эдуарда, Квебек, Манитоба; США — штаты Коннектикут, Индиана, Мэн, Массачусетс, Мичиган, Нью-Гэмпшир, Нью-Джерси, Нью-Йорк, Огайо, Пенсильвания, Род-Айленд, Вермонт, Западная Виргиния, Иллинойс, Канзас, Миссури, Оклахома, Висконсин, Алабама, Арканзас, Делавэр, Флорида, Джорджия, Кентукки, Луизиана, Мэриленд, Миссисипи, Северная Каролина, Южная Каролина, Теннесси, Виргиния, Техас.

## Галерея
|                                                            |  |  |
| Слева направо: 1 общий вид группы растений; 2, 3 — цветки. |  |  |

## Классификация
Вид Зверобой недоразвитый входит в род Зверобой (Hypericum) семейство Зверобойные (Hypericaceae).
|  |                  |  |                     |                          |                          |  | ещё 164 порядка покрытосеменных (согласно Системе APG II) | ещё 164 порядка покрытосеменных (согласно Системе APG II) |                                           |  |  |  | ещё 9 родов        | ещё 9 родов               |  |  |
|  |                  |  |                     |                          |                          |  | ещё 164 порядка покрытосеменных (согласно Системе APG II) | ещё 164 порядка покрытосеменных (согласно Системе APG II) |                                           |  |  |  | ещё 9 родов        | ещё 9 родов               |  |  |
|  |                  |  |                     | отдел Цветковые растения |                          |  |                                                           |                                                           | семейство Зверобойные                     |  |  |  |                    | вид Зверобой недоразвитый |  |  |
|  |                  |  |                     | отдел Цветковые растения |                          |  |                                                           |                                                           | семейство Зверобойные                     |  |  |  |                    | вид Зверобой недоразвитый |  |  |
|  | царство Растения |  |                     |                          | порядок Мальпигиецветные |  |                                                           |                                                           | род Зверобой                              |  |  |  |                    |                           |  |  |
|  | царство Растения |  |                     |                          |                          |  |                                                           |                                                           |                                           |  |  |  |                    |                           |  |  |
|  |                  |  | ещё около 21 отдела | ещё около 21 отдела      |                          |  |                                                           | ещё 36 семейств (согласно Системе APG II)                 | ещё 36 семейств (согласно Системе APG II) |  |  |  | ещё около 60 видов |                           |  |  |
|  |                  |  |                     | ещё около 21 отдела      |                          |  |                                                           |                                                           | ещё 36 семейств (согласно Системе APG II) |  |  |  |                    |                           |  |  |